# Yara (Kuba)
Yara ist eine kleine Stadt und ein Municipio in der Provinz Granma im Osten Kubas. Sie liegt ungefähr auf halbem Weg zwischen den Städten Manzanillo und Bayamo am Golf von Guacanayabo. Das Wort Yara bedeutet so viel wie „Platz“ in der Sprache der Taínos, der Ureinwohner Kubas.
Yara wurde 1912 zu einem Municipio, vergleichbar mit einer deutschen Gemeinde, als es vom Municipio Manzanillo abgespalten wurde. Es unterteilt sich in die Stadtbezirke Yara, Yara Arriba, Coco, Caboa, Cabagán, Calambrosio und Canabacoa.
Der Ort ist berühmt durch den so genannten Ruf von Yara, als der Großgrundbesitzer Carlos Manuel de Céspedes den zehnjährigen Krieg gegen die Kolonialmacht Spanien auslöste und alle seine Sklaven freiließ. Hier befindet sich ein Mahnmal zur Erinnerung an den Taíno-Häuptling Hatuey, der im Kampf gegen die spanischen Konquistadoren im Jahre 1513 den Tod auf dem Scheiterhaufen fand.

## Demografische Daten
Im Jahr 2012 wohnten im Municipio Yara 57.190 Menschen. Es hat eine Ausdehnung von 576 km² und eine Bevölkerungsdichte von 102,1 Einwohner je km².

## Söhne und Töchter dieser Stadt
- Bartolomé Masó (1830–1907); Aktivist für die kubanische Unabhängigkeit und Präsident der Republik in Waffen
- Huber Matos (1918–2014); ehemaliger Kommandant bei der kubanischen Revolution und späterer Dissident
- Leopoldo Cintra Frías (* 1941); Politiker